# Orde van het Heilige Lam (Finland)

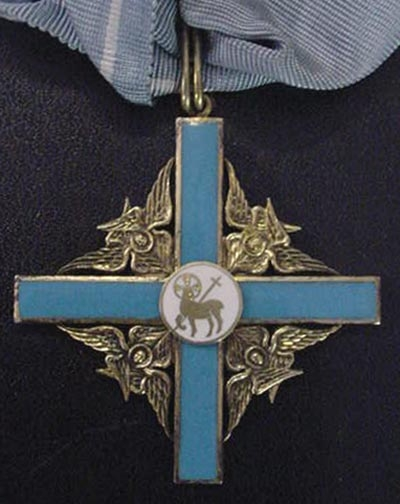

De Finse Orde van het Heilige Lam (Fins: Pyhän Karitsan ritarikunta) is een kerkelijke, maar door de Finse regering erkende ridderorde.
De orde werd op 20 juli 1935 ingesteld door de synode van de Fins-Orthodoxe Kerk van Finland als beloning voor verdienste voor de kerk en kan aan Finnen en vreemdelingen van iedere religie worden verleend. De grootmeester van de orde is de Fins-Orthodoxe aartsbisschop van Finland.
De rangen in de Orde van het Heilige Lam
- De aartsbisschop is de Grootmeester van de orde
- Grootkruis
- Commandeur der Eerste Klasse
- Commandeur
- Ridder der Eerste Klasse of Lid der Eerste Klasse
- Ridder of Lid der Tweede Klasse

Aan de orde verbonden is
- De Medaille van het Heilige Lam in Goud en Zilver volgt in rang op de ridderkruizen en wordt aan het lint van de orde gedragen.

De versierselen van de Orde
Het kruis of kleinood is een blauwgroen Grieks kruis met in de armen vier gouden of zilveren serafijnen. In het medaillon is het "Agnus Dei" of "Lam Gods" afgebeeld. Op de zwarte ring staat in gouden letters "Kirkon hyväksi" (Fins: "Voor het welzijn van de kerk") geschreven.
Het lint is zachtblauw met dunne witte strepen.